# Nueva Guinea
Nueva Guinea – miasto w Nikaragui; 57 tys. mieszkańców (2006). Ośrodek przemysłu spożywczego.

## Współpraca
Miejscowość partnerska:
- Sint-Truiden, Belgia